# Ramón Ortega Quero
Ramón Ortega Quero (geboren 1988 in Granada) ist ein spanischer Oboist.

## Leben
Sehr früh erhielt Ramón Ortega Quero eine Ausbildung bei Miguel Quirós und schon im Alter von zwölf Jahren wurde er Teil des Andalusischen Jugendorchesters. Im Jahr 2003 nahm Daniel Barenboim ihn ins West-Eastern Divan Orchestra auf. Seine Auszeichnung beim Internationalen Musikwettbewerb der ARD verschaffte ihm weltweite Aufmerksamkeit und Anerkennung. Seit 2008 ist Ramón Ortega Quero Solo-Oboist des Symphonieorchesters des Bayerischen Rundfunks. Dabei war Gregor Witt, seinerseits Solo-Oboist der Staatskapelle Berlin, sein Mentor.

## Konzertpartner und Festivals
Ramón Ortega Quero konzertierte bereits unter anderem mit dem Konzerthausorchester Berlin, dem MDR-Sinfonieorchester Leipzig und der NDR Radiophilharmonie Hannover, dem Sinfonieorchester Basel und dem São Paulo Symphony Orchestra. Zu seinen bisherigen Kammermusikpartnern zählen zum Beispiel Kit Armstrong, Mitsuko Uchida, Herbert Schuch, Janine Jansen, Guy Braunstein und Tabea Zimmermann.
Er war schon auf internationalen Musikfestivals in Gstaad, Jerusalem, Luzern, den Londoner Proms, Heidelberg, Mecklenburg-Vorpommern oder dem Rheingau Musik Festival zu hören.

## Auszeichnungen
- 2011 ECHO Klassik, Kategorie: Nachwuchskünstler des Jahres – Instrumental für Shadows
- 2012 ECHO Klassik, Kategorie: Kammermusikeinspielung des Jahres – 17./18. Jahrhundert für Beethoven, Mozart: Quintets for piano and winds
- 2013 Publikumspreis der Festspiele Mecklenburg-Vorpommern

## Diskografie
- Shadows, Barockmusik von C. Dieupart, A. Vivaldi, M. Blavet, F. M. Veracini, Ramón Ortega Quero (Oboe), Luise Buchberger (Cello) und Peter Kofler (Cembalo), 18. Oktober 2010, Solo Musica
- Beethoven, Mozart: Quintets for piano and winds, L. v. Beethoven, W. A. Mozart, 30. Januar 2012 Indesens Records
- Oboe Concertos, J. S. Bach, C. Ph. E. Bach, G. Ph. Telemann, 1. September 2012, Genuin
- The Romantic Oboist, R. Schumann, F. Schubert, P. I. Tchaikovsky, A. Pasculli, C.-Th. Laillet, J. W. Kalliwoda, 1. Oktober 2012 Genuin
- Bach Concertos, J. S. Bach: Konzert für Oboe und Violine BWV 1060, Ramón Ortega Quero (Oboe), Janine Jansen (Violine), 11. Oktober 2013, Decca
- Ola Rudner dirigiert Mozart, Haydn, Beethoven, W. A. Mozart: Sinfonia Concertante für Oboe, Klarinette, Horn und Fagott KV 297b, Ramón Ortega Quero (Oboe), Sebastian Manz (Klarinette), Marc Gruber (Horn), Theo Plath (Fagott), Württembergische Philharmonie Reutlingen, Ola Rudner (Leitung), 6. Februar 2015 Ars Produktion
- Bach: New Oboe Sonatas, J. S. Bach, Ramón Ortega Quero (Oboe), Tamar Inbar (Oboe), Luise Buchberger (Cello), Peter Kofler (Cembalo), 27. Februar 2015
- Variation 5, Carl Nielsen: Bläserquintett op. 43; Paul Hindemith: Kleine Kammermusik op. 24 Nr. 2; Jean Françaix: Bläserquintett Nr. 1; Malcolm Arnold: 3 Shanties für Bläserquintett; mit Magali Mosnier (Flöte), Sebastian Manz (Klarinette), Marc Trénel (Fagott), David Fernández (Alonso Horn), Juni 2017, Berlin Classics
- Haydn & Stamitz, Joseph Haydn: Konzerte für zwei Orgelleiern (Hoboken VIIh) Nr. 1 in C-Dur und Nr. 3 in G-Dur; Carl Stamitz: Konzert für Flöte, Oboe und Orchester in G-Dur, Konzert für Flöte und Orchester in D-Dur; mit Ana de la Vega (Flöte) und den Trondheim Soloists, Januar 2020, Pentatone